# Ґейб Вудворд
Ґейб Вудворд (англ. Gabe Woodward, 6 липня 1979, Бейкерсфілд, Каліфорнія) — американський плавець.
Призер Олімпійських Ігор 2004 року.
Призер Панамериканських ігор 2007 року.
Призер літньої Універсіади 1999 року.